# Ташкепринское водохранилище
Ташкепринское водохранилище (туркм. Daşköpri suw howdany) — водохранилище в Туркменистане, расположенное на реке Мургаб.
Водохранилище было построено в 1930-х годах, в период, когда в Туркменистане велось большое ирригационное строительство. Водохранилище было сдано в эксплуатацию в мае 1940 года. Ташкепринское водохранилище является одним из крупнейших на реке Мургаб.
На берегу Ташкепринского водохранилища расположен посёлок Ташкепри.
Ташкепринское водохранилище было построено для орошения сельскохозяйственных земель в Марыйской области, но по состоянию на 2021 год, водохранилище сильно заилилось, и больше не используется по назначению.